# Merrill (Oregon)
Merrill – miasto w Stanach Zjednoczonych,  w stanie Oregon, leżące na południu hrabstwa Klamath, w pobliżu granicy z Kalifornią.
W Merrill urodził się i wychowywał Carl Barks - scenarzysta, grafik i animator, autor disnejowskich komiksów z "kaczymi" bohaterami, twórca takich postaci jak Sknerus McKwacz, Bracia Be, Diodak czy Goguś Kwabotyn, "założyciel" miasta Kaczogród oraz organizacji Młodych Skautów.